# Annalenstein Amenemhets II.

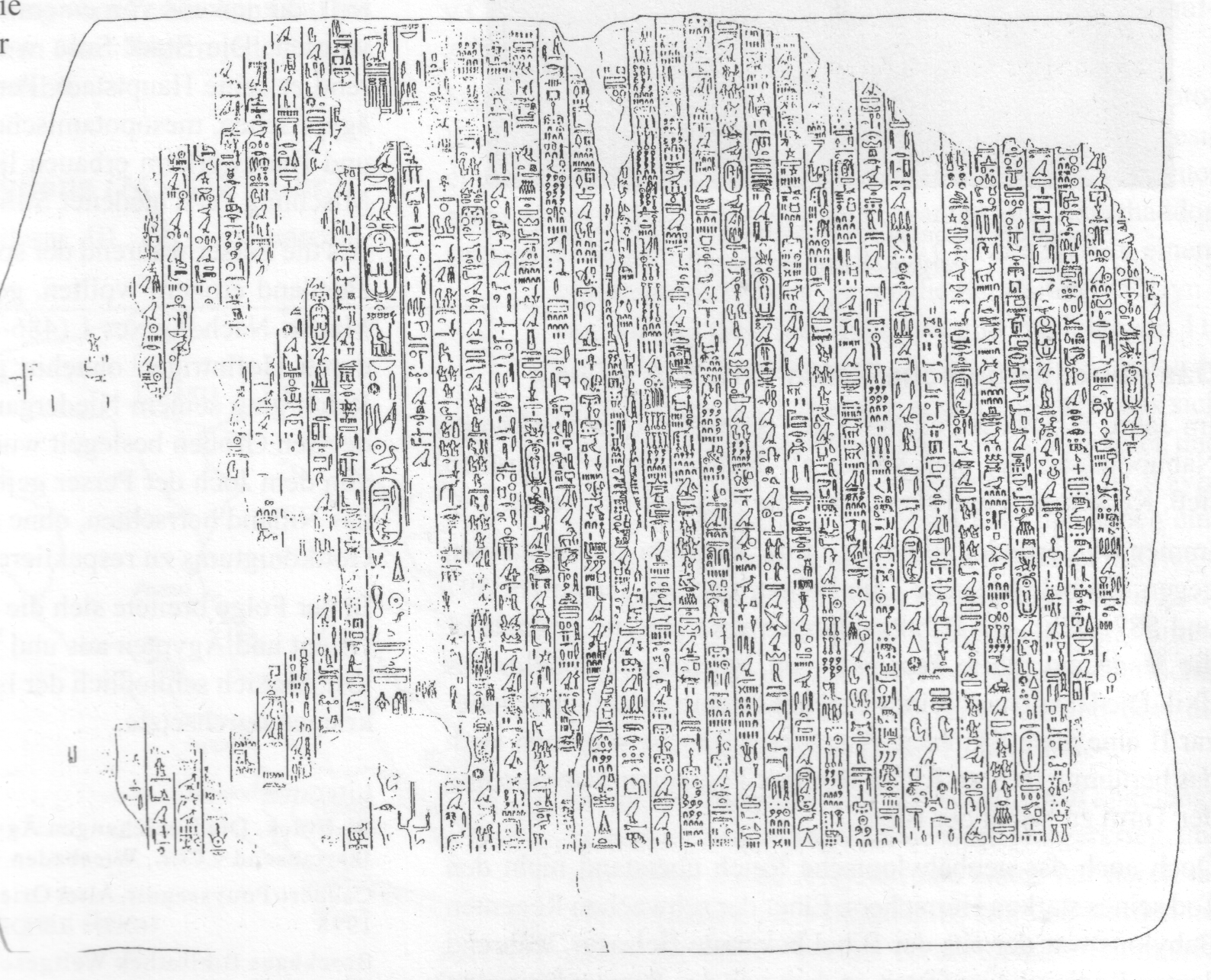
Faksimilieabschrift des Annalensteins

Der Annalenstein Amenemhets II. ist eine der wenigen im Original erhaltenen altägyptischen Annalen.

## Entdeckung und Erforschung
Der Annalenstein wurde Anfang der 1970er Jahre in Mit Rahina (das altägyptische Memphis) von Gerhard Haeny gefunden, der auf der Unterseite einer Kolossalstatue von Ramses II. Inschriften entdeckte. Haeny hob den Block 1974 gemeinsam mit Sami Farag, der 1980 eine Kopie der Inschrift veröffentlichte. Eine zweite Kopie wurde 1982 publiziert. Bei beiden Kopien handelt es sich um einfache Abschriften, erst 1991 und 1992 erfolgten die Veröffentlichungen zweier genauer Faksimilieabschriften.
Der Rosengranitblock ist 188 cm mal 250 cm groß und es sind noch die Reste von 41 senkrechten Kolumnen erhalten. Ein weiteres, kleineres Fragment dieser Inschrift ist schon um 1908 von Flinders Petrie gefunden und 1909 publiziert worden, wobei beide Fragmente nicht anpassen.

## Inhalt
Auf dem Annalenstein sind Ereignisse aus den Regierungsjahren von Amenemhet II. überliefert. In einem kurzen Telegrammstil werden die Vorkommnisse der einzelnen Jahre berichtet, wobei auf dem großen Fragment nur zwei Jahre erhalten sind. Jahreszahlen sind nicht erhalten. Bei den aufgelisteten Ereignissen handelt es sich zu einem großen Teil um Stiftungen an verschiedene Tempel des Landes. Es gibt aber auch den Bericht von Handelsexpeditionen und einem Feldzug nach Asien mit der Auflistung der dort gemachten Beute. Die sonst nicht belegten Orte Jasy und Juai sind zerstört worden, wobei 1554 Gefangene nach Ägypten gebracht wurden. Es wird von einer Delegation von Kinder der Fürsten aus Nubien und der aus Asien berichtet. Es gibt den Bericht von kultischen Handlungen, wie einem Königsopfer und dem Vogelfang mit Schlagnetz im Fayum.

## Lokalisierungen

### jꜣssjundjw(ꜣ)j
Die in dem Text erwähnten Toponyme jꜣssj und jw(ꜣ)j konnten bisher nicht eindeutig identifiziert werden. Wolfgang Helck liest jꜣssj als aa-r/la-s-ja und setzt es mit Zypern (Alašija) gleich. Dies würde auch den Transkriptionsvorschriften der 12. Dynastie entsprechen, demzufolge das ägyptische Aleph (ꜣ) wegfällt, womit jꜣssj zu jssj wird – der schon für das Neue Reich bekannten Bezeichnung Zyperns. jw(ꜣ)j identifiziert Helck mit Ura bei Korykos an der türkischen Südostküste, während Hartwig Altenmüller es in Syrien, nahe der Nordgrenze Ägyptens, vermutet. Berücksichtigt werden muss, dass in dem Text eine Feldzugsdauer (per Schiff) von vier Monaten angegeben wird und beide Orte wegen der aufeinanderfolgenden Nennung nah beieinander liegen müssen.

### ṯmpꜣw
In den Annalen werden gelieferte Tribute aus Nubien, Asien und  ṯmpꜣw, einem in der Ägyptologie bisher unbekannten Toponym, unterschieden. Hans Goedicke versuchte dieses mit der nicht eindeutig lokalisierten Stadt Tunip gleichzusetzen, deren bisher frühester inschriftlicher Beleg aus der frühen 18. Dynastie stammt und deren archäologische Überreste er bei Kamid el-Loz vermutet. Als weitere mögliche Lokalisierungen kamen bisher die asiatische Festung  ṯpꜣ(w) und die mesopotamische Stadt Sippur in Betracht.

## Bedeutung
Die Annalen ergaben völlig neue Einblicke in die Außenpolitik Ägyptens zur Zeit der 12. Dynastie. Bis zur Entdeckung der Inschrift aus Mit Rahina waren ägyptische Aktivitäten in der Levante nur von einer Stele des Generals Chusobek her bekannt. Der Annalenstein liefert einen inschriftlichen Beweis für die politische Einflussnahme Ägyptens im palästinischen Raum zu dieser Zeit und deutet auf intensive Beziehungen hin. Falls Helcks Identifikation von jꜣssj mit Alasia richtig ist, wäre der Annalenstein auch der einzige inschriftliche Beleg für Kontakte Ägyptens mit Zypern im Mittleren Reich.

## Datierung
Die Datierung der auf dem Stein behandelten Jahre innerhalb der Regierungszeit von Amenemhat II. ist unsicher. Auf den erhaltenen Fragmenten wird kein Regierungsjahr genannt. Die einzigen Anhaltspunkte sind die Nennung zweier Beamter, von denen einer auch aus einer anderen Quelle bekannt ist. Auf dem Stein wird eine Statue des Vorstehers der Marschlandbewohner Ameny genannt. Dieser Beamte erscheint auch in einer Felsinschrift, die in das 43. Regierungsjahr von Sesostris I. datiert. Die Nennung dieses Beamten deutet also auf eine Datierung der Annalen in die frühen Regierungsjahre von Amenemhat II. Auf dem kleinen Fragment, das von Petrie gefunden wurde, wird eine Statue des Wesirs Ameny erwähnt. Bis ins 8. Regierungsjahr von Amenemhat II. war jedoch ein gewisser Sesostris Wesir, so dass dieses Fragment nach dem 8. Regierungsjahr anzusetzen ist. Es gibt schließlich Ereignisse in den Annalen, die vielleicht mit dem Sedfest in Verbindung stehen, das um das 30. Jahr des Herrschers gefeiert wurde. Hier ist vor allem eine Expedition nach dem Sinai zu nennen, die vielleicht mit einer in das Jahr 29 belegten Expedition dorthin zu verbinden ist. Demnach mögen die Ereignisse auf dem großen Fragment in das 29. und 30. Regierungsjahr des Herrschers datieren.